# Bruno Monsaingeon
Bruno Monsaingeon (París, 5 de diciembre de 1943) es un cineasta, escritor y violinista francés. Ha realizado diversos documentales acerca de los grandes músicos del siglo XX, entre ellos Glenn Gould, Sviatoslav Richter, David Oistrakh y Yehudi Menuhin. Sus entrevistas con Richter y con Nadia Boulanger se han publicado en forma de libros.